# Robert A. Baker
Robert Allen Baker Jr., né le 27 juin 1921 et mort le 8 août 2005, est un professeur de psychologie américain, sceptique, écrivain et chercheur sur les fantômes, les enlèvements par des extraterrestres, les créatures lacustres et autres phénomènes paranormaux.

## Biographie
Il nait en 1921 dans la petite communauté de Blackford dans le Kentucky. Son père est cordonnier et sa mère employée dans une pharmacie. En dépit de leur manque d'éducation, ses parents l'encouragent à étudier dès son plus jeune âge. Il obtient son diplôme de l'enseignement secondaire en 1939 à Hopkinsville.
Durant la Seconde Guerre mondiale, il sert comme cryptographe et commence à s'intéresser à la psychologie.

## Recherche et enseignement académique
Il est diplômé de l'Université du Kentucky en 1948 et y retourne pour y obtenir sa maîtrise en psychologie. Il obtient son doctorat en psychologie de l'université Stanford en 1951. Après cela, il est membre de l'équipe scientifique du Lincoln Laboratory du Massachusetts Institute of Technology (MIT) où il participe à des recherches militaires. Deux ans plus tard il rejoint le Human Resources Research Office à Fort Knox où il fait des recherches sur le facteur humain dans le cadre de l'armée.
Il est membre de l'équipe de psychologie du Kentucky Department of Corrections et sert dans plusieurs universités : l'université d'État de Californie à Chico, l'Indiana University Southeast et enfin la faculté de psychologie l'Université du Kentucky où il devient président durant quatre ans et passe les vingt dernières années de sa carrière jusqu'à sa retraite.
À côté de l'enseignement, il est président de la Kentucky Psychological Association et membre de l'American Psychological Association.
C'est un critique des pseudo-sciences dans la pratique de la psychiatrie et de la psychothérapie et de la nature coercitive de la psychiatrie. De ce fait, il est proche de la critique de Thomas Szasz et de l'antipsychiatrie.

## Scepticisme scientifique
Il est membre du Committee for Skeptical Inquiry.